# Modelo en grafo
En teoría de probabilidades y en estadística, un modelo en grafo (MG) representa las dependencias entre variables aleatorias como un grafo en el que cada variable aleatoria es un nodo.
En el caso más sencillo, la estructura de la red del modelo es un grafo dirigido sin ciclos, y el modelo en grafo representa una factorización de la probabilidad conjunta de todas las variables aleatorias. Más precisamente, si los eventos son
X1, ..., Xn,
la probabilidad conjunta  
P(X1, ..., Xn),
es igual al producto de las probabilidades condicionales 
P(Xi | padres de Xi) para i = 1,...,n.
Dicho de otra forma, la probabilidad conjunta se factoriza como un producto de distribuciones condicionales. La estructura de grafo indica las dependencias directas entre variables aleatorias. Dos nodos que no tienen relación de parentesco representan variables independientes entre ellas.